# Ladislav Zgusta
Ladislav Zgusta (* 20. März 1924 in Libochovice; † 27. April 2007 in Urbana, Illinois) war ein tschechischer Sprachwissenschaftler, Indogermanist, Altphilologe, Namenforscher und Lexikograf mit US-amerikanischer Staatsbürgerschaft.

## Leben
Zgusta studierte an den Universitäten Prag und Brünn Alte Sprachen, Indologie und Vergleichende Indogermanische Sprachwissenschaft. Von 1951 bis 1967 arbeitete er an der Prager Akademie der Wissenschaften. Von 1968 bis 1970 lehrte er Vergleichende Sprachwissenschaft an der Universität Brünn. 1970 floh er über Indien in die USA. Dort lehrte er kurz an der Cornell University, Ithaca, NY, und ging dann 1971 an die University of Illinois Urbana-Champaign, wo er bis 1995 am Center for Advanced Studies wirkte, seit 1987 als dessen Leiter. Das in der Tschechoslowakei vorbereitete Manual of Lexicography von 1971 war ein epochales Buch der Wörterbuchforschung, das ihn weltweit bekannt machte.
1992 wurde Zgusta in die American Academy of Arts and Sciences gewählt.

## Schriften (Auswahl)
- Personennamen griechischer Städte der nördlichen Schwarzmeerküste; die ethnischen Verhältnisse, namentlich das Verhältnis der Skythen und Sarmaten, im Lichte der Namenforschung, Praha 1955
- Kleinasiatische Personennamen, Prag 1964
- Anatolische Personennamensippen, Prag 1964
- Neue Beiträge zur kleinasiatischen Anthroponymie, Prag 1970
- Manual of Lexicography (in cooperation with V. Černý, Z. Heřmanová-Novotná, D. Heroldová a.o.), The Hague 1971 [1972]
- Kleinasiatische Ortsnamen, Heidelberg 1984
- The old Ossetic inscription from the river Zelenčuk, Wien 1987
- Lexicography today: an annotated bibliography of the theory of lexicography (with the assistance of Donna M.T. Cr. Farina), Tübingen 1988
- History, Languages and Lexicographers, Tübingen 1992
- Lexicography then and now: selected essays, edited by Fredric S.F. Dolezal and Thomas B.I. Creamer, Tübingen 2006
- (Hrsg.) Probleme des Wörterbuchs, Darmstadt 1985
- (Hrsg.) (zusammen mit Franz Josef Hausmann, Oskar Reichmann und Herbert Ernst Wiegand), Wörterbücher / Dictionaries / Dictionnaires. Ein internationales Handbuch zur Lexikographie / An International Encyclopedia of Lexicography / Encyclopédie internationale de lexicographie, 3 Bde., Berlin, New York 1989, 1990, 1991
- (Hrsg.) (zusammen mit Ernst Eichler, Gerold Hilty, Heinrich Löffler und Hugo Steger) Namenforschung / Name Studies / Les noms propres. Ein internationales Handbuch zur Onomastik / An International Handbook of Onomastics / Manuel international d'onomastique, 3 Bde., Berlin, New York 1995, 1996

## Weblink
- Literatur von und über Ladislav Zgusta im Katalog der Deutschen Nationalbibliothek

| Personendaten    | Personendaten                                                   |
| ---------------- | --------------------------------------------------------------- |
| NAME             | Zgusta, Ladislav                                                |
| KURZBESCHREIBUNG | tschechisch-amerikanischer Sprachwissenschaftler und Lexikograf |
| GEBURTSDATUM     | 20. März 1924                                                   |
| GEBURTSORT       | Libochovice                                                     |
| STERBEDATUM      | 27. April 2007                                                  |
| STERBEORT        | Urbana (Illinois), Illinois                                     |